# 6"/50 BL Mark XXIII
BL 6 inch gun Mark XXIII е 152-mm британско морско скорострелно оръдие, с дължина на ствола 50 калибъра. Основно оръжие на леките крайцери на Кралския флот, построени в периода 1930 – 1940 г., с изключение на проекта „Дидо“.

## Разработка
Оръдието става първата британска шестдюймовка с целнотръбна конструкция – с него англичаните за първи път се отказват от традиционния метод за укрепване чрез намотаване на тел, в полза на моноблочна конструкция на ствола. Разработката на артсистемата започва през 1929 г., а на въоръжение е приета през 1931 г. Както и при болшинството чуждестранни аналози, тя е създавана с надежда да се използва като универсално оръдие, но много скоро става ясно, че недостатъчната скорострелност и ниските скорости на вертикална и хоризонтална наводка правят тази система неефективна в дадената роля.

## Употреба
Оръдието се поставя на леките крайцери:
- тип „Леандър“ (4 двуоръдейни кули тип Мк XXI, 5 кораба);
- тип „Сидни“ (4 двуоръдейни кули тип Мк XXI, 3 кораба);
- тип „Аретуза“ (3 двуоръдейни кули тип Мк XXI, 4 кораба);
- тип „Саутхемптън“ (4 триоръдейни кули тип Мк XXII, 5 кораба);
- тип „Глостър“ (4 триоръдейни кули тип Мк XXII, 3 кораба);
- тип „Белфаст“ (4 триоръдейни кули тип Мк XXIII, 2 кораба);
- тип „Фиджи“ (4 триоръдейни кули тип Мк XXIII, 8 кораба);
- тип „Цейлон“ (3 триоръдейни кули тип Мк XXIII, 3 кораба);
- тип „Минотавър“ (3 триоръдейни кули тип Мк XXIII, 3 кораба).

Освен това е разработвана и четиристволна установка за крайцерите от типа „Белфаст“ и тристволната Mk XXIV за крайцерите от тип „Тайгър“. Всичко са произведени 469 оръдия Mk XXIII.

## Описание
Оръдието Mk XXIII е скрепено, с бутален затвор. Има картузно зареждане, ръчно дотикване и затваряне на затвора. Дължината на ствола на оръдието Mk XXIII съставлява 50 калибра, или 7620 mm, пълната му дължина е 7869 mm (51,63 калибра), дължината на камерата е 1041,4 mm, а обемът ѝ – 28,7 dm³, масата на оръдието е 7017 kg, от които 197 kg са буталния затвор. Стволът има 36 нареза с дълбочина 1,17 mm, общата дължина на нарезната част е 6486,1 mm.
За 152-mm оръдия има два типа снаряди – полубронебоен с балистически наконечник CPBC и фугасен HE. Теглото и на двата е 50,8 kg, теглото на взривното вещество в първия е 1,7 kg (3,35%), във втория – 3,6 kg (7,1%). Съществуват и два вида заряда – нормален (13,62 kg) и усилен (14,5 kg). В качеството на метателен заряд се използва кордит марка SC150, обладаващ повишена устойчивост, което и позволява да се откажат от задължителната при предишните кораби система за рефрижериране (охлаждане) на погребите. При използване на нормалния заряд началната скорост на снаряда е равна на 841 m/s, което осигурява максимална далечина на стрелбата от 23 300 m (125 кбт.) при ъгъл на възвишение на оръдията от 45°. Работното налягане съставлява 3230 kg/cm². Живучестта на ствола съставлява около 1100 изстрела. Зареждането може да се извършва при ъгли на възвишение от −5 до +12,5°, но най-предпочитан е диапазонът от +5 до + 7°.

### Купол Mk XXI
Въртящата част на кулата на Mk XXI тежи 96,5 тона. Двата ствола са разположени в индивидуални люлки, разстоянието между осите на оръдията е 213 cm. Хоризонталното насочване се осъществява с хидравлична трансмисия и електромотор с мощност 65 к.с., разположен в основата на въртящата се част, точното насочване се осъществява ръчно. Скоростта на хоризонталното насочване е 10°/s. За създаване на налягане в пневматичните накатници и за продувка на стволовете се използва въздушен компресор. Вертикалното насочване се осигурява от хидравлична трансмисия с червячна предавка. Диапазонът на вертикално насочване съставлява от −5 до +60°. Скоростта на вертикалното насочване е 5 – 7°/s. Практическата скорострелност съставлява 8 изстрела в минута за едното оръдие.

### Купол Mk XXII
Въртящата част на кулата на Mk XXII тежи 152 тона. Диаметърът на въртящата се част е 5,79 метра. Всичките три ствола са разположени в индивидуални люлки, с разстояние между осите на оръдията от 198 cm. Централното оръдие е изтеглено назад със 76 cm за подобряване на балистичните характеристики на снарядите в куполния залп. Хоризонталното насочване се осъществява с хидравлична трансмисия и електромотор с мощност 103 к.с. Диапазонът на вертикално насочване съставлява от −5 до +45°. Останалите характеристики съответстват на купола предишен модел.

### Купол Mk XXIII
Въртящата част на кулата на Mk XXIII тежи 178 тона.

### Проект за четириоръдеен купол
Несъстоялите се четиристволни куполи с оръдията Mk XXIII тряба да са с тегло от 232,8 тона и диаметър на въртящата се част 5,79 m. Разстоянието между стволовете при всяка двойка оръдия, съгласно ескизния проект, съставлява 69,85 cm, а между вътрешните стволове на двете двойки – 118,1 cm. Както показват опитите, толкова скупчено разположение на оръдията се оказва абсолютно неприемливо.